# Нафталі Бенет
Нафтáлі Бéнет (івр. נפתלי בנט‏‎‎, нар. 25 березня 1972, Хайфа) — ізраїльський політик, міністр з питаннь релігії, керівник партії «Єврейський дім» і позапарламентського руху «Мій Ізраїль». Прем'єр-міністр Ізраїлю з 13 червня 2021 до 30 червня 2022 року.

## Життєпис
Після служби в спецпідрозділі «Саєрет Маткаль» і Маглан Армії Ізраїлю, Бенет почав підприємницьку діяльність у галузі програмного забезпечення. 1999 року став співзасновником і співвласником компанії Cyota, продавши її 2005 року за $ 145 млн. Також був директором Soluto, яку було продано 2013 року за $100—130 млн.

## Політика
Почав політичну діяльність 2006 року начальником канцелярії Беньяміна Нетаньягу, обіймав посаду до 2008 року. 2011 року став співзасновником руху «Мій Ізраїль». 2012 року став керівником партії «Єврейський дім», наступника Національно-релігійної партії. «Єврейський дім» отримав 12 місць зі 120 на виборах до Кнесету 2013 року.
Вивчав юриспруденцію в Єврейському університеті в Єрусалимі, має звання Рав-Серен (майор).
13 червня 2021 року Кнесет проголосував за призначення Бенета прем'єр-міністром Ізраїлю. Новий, 35-й уряд країни, сформували керівники партій «Яміна» Нафталі Бенет і «Єш Атід» Яір Лапід. У новому Кабміні вперше за 12 років не було представників партії Беньяміна Нетаньягу. 30 червня 2022 року Бенет оголосив про те, що він не братиме участь в наступних виборах.

## Політика стосовно України
В лютому 2023 заявив, що під час розмови з Володимиром Путіним «отримав обіцянку гарантій безпеки для президента Зеленського після чого останній залишив свій власний бункер та почав записувати звернення до українського народу».

## Приватне життя
Одружений має, чотирьох дітей.